# Kopparstick från Karl X Gustavs begravning
Kopparstick från Karl X Gustavs begravning kallas ett kopparstick graverat av Jean Le Pautre efter teckning av Erik Dahlbergh över processionen vid Karl X Gustavs begravning 1660 i Stockholm. 
Kopparsticket är tryckt på 13 ark tänkta att sammanfogas till en sammanhängande bild. Längs kopparstickets sidor finns 58 svenska landskaps- och provinsvapen, och på ovansidan återfinns det svenska riksvapnet.
Verket finns bevarat i Livrustkammarens samlingar.